# Чёрная (приток Волги)
Чёрная — река в России, протекает в Нерехтском районе Костромской области и Некрасовском районе Ярославской области. Устье реки находится в 2571 км по правому берегу реки Волга от её устья (Горьковское водохранилище), напротив острова Ульковский. Длина реки составляет 29 км, площадь бассейна — 297 км².
Начинается системой каналов в Космынинском болоте. В среднем течении на правом берегу реки находится Лысовское болото. Крупнейшие притоки: Калиновский (справа), Вокшинка (слева), Княгиня (слева, 11 км от устья). после впадения Вокшинки и Княгини протекает через озеро Чистое.
Сельские населённые пункты около реки: Нерехтский район — Космынино, Высокое; Некрасовский район — Дубенки, Коточижовки, Погибелки, Осиновая Слобода, Песочное, Чёрная Заводь, Ульково.
У Песочного пересекает автодорогу Ярославль — Кострома.

## Данные водного реестра
По данным государственного водного реестра России относится к Верхневолжскому бассейновому округу, водохозяйственный участок реки — Волга от Рыбинского гидроузла до города Кострома, без реки Кострома от истока до водомерного поста у деревни Исады, речной подбассейн реки — Волга ниже Рыбинского водохранилища до впадения Оки. Речной бассейн реки — (Верхняя) Волга до Куйбышевского водохранилища (без бассейна Оки).
Код объекта в государственном водном реестре — 8010300212110000011443.